# 24 Heures chrono : Legacy
24 Heures chrono : Legacy (24: Legacy) ou 24 Heures chrono : L'Héritage au Québec, est une série télévisée américaine en 12 épisodes de 42 minutes créée par Manny Coto et Evan Katz. C'est un spin-off de 24 Heures chrono crée par Joel Surnow et Robert Cochran, dont la diffusion a été du 5 février au 17 avril 2017 sur Fox aux États-Unis, en simultané sur CityTV pour le premier épisode, puis sur Global pour les autres épisodes au Canada.
Au Québec, la série est diffusée depuis le 19 septembre 2017 sur V, en France elle est diffusée sur SérieClub depuis le 3 juin 2018, puis en clair sur W9 et en Belgique, elle est diffusée sur Club RTL.

## Synopsis
L'histoire se déroule 3 ans après les événements de la saison 9 de 24 heures chrono : Live Another Day. Ainsi l'action se déroulerait donc en septembre 2021, bien qu'aucune date ne soit donnée. Même si le temps réel est toujours utilisé, cette saison ne comporte pas 24 épisodes, mais 12.
Après avoir pris part à une mission visant à éliminer le chef terroriste Ibrahim Ben-Khalid au Yémen et être revenu aux États-Unis, Eric Carter, ancien Ranger vivant en Virginie, découvre que les membres de son ancienne unité d'élite sont assassinés les uns après les autres en représailles de la mort de celui-ci. Pour protéger sa compagne et lui-même mais également éviter un attentat de grande ampleur, il décide de faire appel à la Cellule Anti-Terroriste de Washington D.C. et son ancienne directrice, Rebecca Ingram, dont le mari, le sénateur John Donovan, est en campagne pour l'élection présidentielle,,.

## Distribution

### Acteurs principaux
- Corey Hawkins (VF : Diouc Koma) : Eric Carter
- Miranda Otto (VF : Marie-Frédérique Habert) : Rebecca Ingram
- Anna Diop (VF : Fily Keita) : Nicole Carter
- Teddy Sears (VF : Sylvain Agaësse) : Keith Mullins, directeur de la Cellule anti-terroriste
- Ashley Thomas (VF : Daniel Lobé) : Isaac Carter
- Dan Bucatinsky (VF : Nicolas Djermag) : Andy Shalowitz
- Coral Peña (VF : Flora Kaprielian) : Mariana Stiles
- Charlie Hofheimer (VF : Damien Ferrette) : Ben Grimes
- Sheila Vand (VF : Maïa Michaud) : Nilaa Mizrani
- Jimmy Smits (VF : Bernard Lanneau) : Sénateur John Donovan
- Raphael Acloque (VF : Raphael Acloque) : Jadalla Ben-Khalid
- Gerald McRaney (VF : Michel Prud'homme) : Henry Donovan

### Acteurs récurrents et secondaires
- Kevin Christy (VF : Sébastien Desjours) : David Harris
- Kathryn Prescott (VF : Zina Khakhoulia) : Amira Dudayev
- Zayne Emory (VF : Arthur Pestel) : Drew Phelps
- James Moses Black : Donald Simms, Directeur du Renseignement National
- Tiffany Hines (VF : Jessica Monceau) : Aisha
- Bailey Chase (VF : Fabrice Lelyon) : Thomas Locke
- Zeeko Zaki (VF : Guillaume Beaujolais) : Hamid
- Daniel Zacapa (VF : Achille Orsoni) : Luis Diaz, l'oncle de John
- Laith Nakli (VF : Julien Kramer) : Kusuma
- Hajji Golightly (VF : Mohad Sanou) : Jérôme
- Sam Malone (VF : Jhos Lican) : André
- Themo Melikidze (VF : François Santucci) : Khasan Dudayev
- Peter Malek (VF : Omar Yami) : Salim
- Michael Aaron Milligan (VF : Thierry D'Armor) : Théo
- Moran Atias (VF : Marie Zidi) : Sidra
- Oded Fehr (VF : Yann Guillemot) : Asim Naseri
- Eli Danker (VF : Michel Raimbault) : Ibrahim Bin-Khalid
- Saad Siddiqui : Malik
- Dylan Ramsey (VF : Fabrice Fara) : Rashid
- Aynsley Bubbico : Amy Grimes
- Clyde Kusatsu : un sénateur américain
- Bill Kelly (VF : Gilbert Lévy) : Officier Paul Vernon
- Jimmy Gonzales : Royo
- Carlos Bernard (VF : Bertrand Liebert) : Tony Almeida[10],[11]

Adaptation de Matthias Delobel, Olivier Le Treut et Sabrina Boyer. Société de doublage : Nice Fellow
 Source et légende : version française (VF) sur RS Doublage

## Développement

### Production
Le 15 janvier 2016, la Fox annonce avoir commandé un pilote d'un spin-off de 24 intitulé 24: Legacy. La série reprendra tous les codes de la série mère (temps réel, écran divisé, ...) mais aucun des acteurs de la série originale ne sera présent et le nouveau personnage principal sera un afro-américain,.
Le 28 avril 2016, la Fox annonce avoir commandé 12 épisodes.
Le 16 mai 2016, la Fox annonce sa grille pour la saison 2016-2017. 24: Legacy sera lancé derrière le Super Bowl LI (un événement réunissant plus de 100 millions de téléspectateurs), le dimanche 5 février 2017, avant d'être diffusé tous les lundis à 20 h à partir du 6 février 2017.
Le 7 juin 2017, la Fox annonce son annulation mais reste en discussion avec les producteurs afin de faire revenir la franchise sur la chaîne sous forme d'anthologie.

### Casting
Le 8 octobre 2016, les producteurs Manny Coto et Evan Katz annoncent l'arrivée de Carlos Bernard, interprète de Tony Almeida dans 24 heures Chrono, dans le casting de ce spin-off, ; présent depuis la première saison de la série originale, le personnage était apparu pour la dernière fois dans le court-métrage 24: Solitary, compris dans le coffret Blu-ray de 24: Live Another Day, où il recevait de l'aide depuis l'extérieur pour s'évader de prison.

### Fiche technique
- Titre original : 24: Legacy
- Création : Manny Coto et Evan Katz (basée sur la série télévisée 24 heures Chrono créée par Joel Surnow et Robert Cochran)
- Réalisation : Stephen Hopkins (pilote)
- Scénario : Manny Coto et Evan Katz (pilote)
- Producteurs exécutifs : Manny Coto, Evan Katz, Howard Gordon, Brian Grazer, Kiefer Sutherland et Stephen Hopkins
- Photographie : Peter Levy
- Sociétés de production : Imagine Entertainment, Teakwood Lane Productions et 20th Century Fox
- Sociétés de distribution (télévision) : Fox
- Budget : 35 millions de dollars
- Pays d'origine :  États-Unis
- Langue originale : anglais
- Genre : Espionnage, action et thriller
- Durée : 12 x 42 minutes

## Épisodes
1. 12h00 - 13h00. (12:00 Noon - 1:00 P.M.)
2. 13h00 - 14h00 (1:00 P.M. - 2:00 P.M.)
3. 14h00 - 15h00 (2:00 P.M. - 3:00 P.M.)
4. 15h00 - 16h00 (3:00 P.M. - 4:00 P.M.)
5. 16h00 - 17h00 (4:00 P.M. - 5:00 P.M.)
6. 17h00 - 18h00 (5:00 P.M. - 6:00 P.M.)
7. 18h00 - 19h00 (6:00 P.M. - 7:00 P.M.)
8. 19h00 - 20h00 (7:00 P.M. - 8:00 P.M.)
9. 20h00 - 21h00 (8:00 P.M. - 9:00 P.M.)
10. 21h00 - 22h00 (9:00 P.M. - 10:00 P.M.)
11. 22h00 - 23h00 (10:00 P.M. - 11:00 P.M.)
12. 23h00 - Minuit (11:00 P.M. - 12:00 A.M.[19])

## Audiences aux États-Unis
La saison a été regardée en moyenne par 5,124 millions de télé-spectateurs pour un taux sur les 18/49 ans de 1,40 %.